# Rhode Island Avenue-Brentwood
Rhode Island Avenue-Brentwood è una stazione della metropolitana di Washington, situata sulla linea rossa. Si trova nel quartiere di Brentwood.
È stata inaugurata il 27 marzo 1976, contestualmente all'apertura del primo tratto della linea. Fino al febbraio 1978, con l'aperture del tratto fino alla stazione di Silver Spring, è stata capolinea.
La stazione è dotata di un parcheggio di scambio da 200 posti ed è servita da autobus del sistema Metrobus (anch'esso gestito dalla WMATA).